# Europese kampioenschappen schaatsen afstanden 2024 - 1000 meter vrouwen
De 1000 meter vrouwen op de Europese kampioenschappen schaatsen 2024 werd verreden op zondag 7 januari 2024 in ijsstadion Thialf in Heerenveen.
Titelverdedigster Jutta Leerdam veroverde voor de derde keer op rij het goud. Ze had zes tienden voorsprong op haar directe tegenstander Antoinette Rijpma-de Jong. Vanessa Herzog greep het brons door in de laatste rit nog twee tienden sneller te rijden dan Isabel Grevelt. Isabelle Van Elst behaalde een achtste plaats en Fran Vanhoutte reed een persoonlijk record, ondanks een val in de laatste meters, die wel bij plek 13 past.

## Uitslag
| #      | Schaatsers                | Land                | Tijd       | Verschil |
| ------ | ------------------------- | ------------------- | ---------- | -------- |
| Goud   | Jutta Leerdam             | Nederland           | 1:14.45    |          |
| Zilver | Antoinette Rijpma-de Jong | Nederland           | 1:15.04    | +0.59    |
| Brons  | Vanessa Herzog            | Oostenrijk          | 1:15.74    | +1.29    |
| 4      | Isabel Grevelt            | Nederland           | 1:15.94    | +1.49    |
| 5      | Karolina Bosiek           | Polen               | 1:16.80    | +2.35    |
| 6      | Ellia Smeding             | Verenigd Koninkrijk | 1:17.18    | +2.73    |
| 7      | Lea Sophie Scholz         | Duitsland           | 1:17.65    | +3.20    |
| 8      | Isabelle Van Elst         | België              | 1:17.67    | +3.22    |
| 9      | Anna Ostlender            | Duitsland           | 1:17.73    | +3.28    |
| 10     | Iga Wojtasik              | Polen               | 1:17.84 PR | +3.39    |
| 11     | Martine Ripsrud           | Noorwegen           | 1:17.90    | +3.45    |
| 12     | Julie Nistad Samsonsen    | Noorwegen           | 1:18.72    | +4.27    |
| 13     | Fran Vanhoutte            | België              | 1:18.88 PR | +4.43    |
| 14     | Natalia Jabrzyk           | Polen               | 1:18.99    | +4.54    |
| 15     | Aurora Grinden Løvås      | Noorwegen           | 1:19.17 PR | +4.72    |
| 16     | Mihaela Hogas             | Roemenië            | 1:19.21    | +4.76    |
| 17     | Serena Pergher            | Italië              | 1:19.23    | +4.78    |
| 18     | Bianca-Lorena Stănică     | Roemenië            | 1:19.87    | +5.42    |
| 19     | Luisa María González      | Spanje              | 1:21.34    | +6.89    |

## IJs- en klimaatcondities
|                  | Start   | Eind    |
| ---------------- | ------- | ------- |
| Tijd             | 15:31   | 15:57   |
| Luchttemperatuur | 17,8°C  | 17,6°C  |
| IJstemperatuur   | -10,5°C | -10,6°C |
| Luchtvochtigheid | 39,4 %  | 39,8 %  |